# Карункодітіву-14
Грама Ніладхарі Карункодітіву-14 (№ AP/15/5) — Грама Ніладхарі підрозділу ОС Аккарайпатту, округ Ампара, Східна провінція, Шрі-Ланка.

## Демографія
| Населення (2007) | Населення (2007) | Населення (2007) | Населення (2007) | Населення (2007) |
| Населення        | Чоловіки         | Жінки            | Діти             | Дорослі          |
| ---------------- | ---------------- | ---------------- | ---------------- | ---------------- |
| 2175             | 1080             | 1095             | 880              | 1295             |